# ジミー・コンツェルマン
ジミー・コンツェルマン（Jimmy Conzelman 1898年3月6日-1970年8月5日）はミズーリ州セントルイス出身のアメリカンフットボール選手。指導者。

## アメリカンフットボール
セントルイス・ワシントン大学ではハーフバックとしてプレーした。大学卒業後は、Great Lakes Navy teamに入り、1919年1月1日のローズボウルでチームメートのジョージ・ハラスと共に勝利した。1920年、ハラスに誘われて、ディケイター・ステイリーズ（現シカゴ・ベアーズ）に加入した。
1921年よりロックアイランド・インデペンデンツに移り、開幕から11連敗した後、チームのヘッドコーチを兼任、残りシーズンを4勝2敗1分で終えた。1922年、7試合インデペンデンツでプレーし4勝2敗1分の成績を残した後、ミルウォーキー・ハジャーズに選手兼コーチとして移り、2勝4敗3分の成績を残した。1923年、シーズン途中にハル・エリクソンにヘッドコーチ職を譲りフルタイムでプレーするようになった。チームはこの年7勝2敗3分と成績を向上させた。
1925年、デトロイトを本拠地とする新チーム、デトロイト・パンサーズのオーナーシップをNFLから100ドルで買い、選手兼コーチ兼オーナーとなった。チームは1925年、開幕から8勝1敗の成績をあげたが、感謝祭の日の試合でロックアイランドに3-6で敗れるなど8勝2敗2分、3位でシーズンを終えた。1926年には開幕から3連敗した後、4勝2分の成績をあげたが最後の3試合を連敗で終えて、4勝6敗2分でシーズンを終えた。シーズン終了と共にチームは解散した。
1927年、プロビデンス・スティームローラーの選手兼コーチとなった。この年チームは8勝5敗1分の成績を残した。クォーターバックの彼は1928年にひざを負傷したが、チームは8勝1敗2分でNFLチャンピオンとなった。1929年シーズン終了後、現役を引退した。プロビデンスには1930年まで所属し、26勝16敗6分の成績を残した。
1932年から1939年まで8シーズン、母校のワシントン大学でヘッドコーチを務め、40勝35敗2分の成績を残した。
1940年、シカゴ・カージナルスのヘッドコーチに就任し3シーズン務めた。
彼がチームを去った後、カージナルスは1943年から1944年にかけて10連敗を喫した。
1946年カージナルスに復帰、1947年にNFLチャンピオン、1948年にも11勝1敗でディビジョン優勝を果たしたがNFLチャンピオンシップゲームでフィラデルフィア・イーグルスに0-7で敗れて連覇はならなかった。
ヘッドコーチとしては87勝63敗17分の成績を残している。
1964年にプロフットボール殿堂に選出された。

## 野球
1922年にマイナーリーグのロックアイランド・アイランダーズでプレー、104試合に出場し、打率.244、本塁打1、外野手としてプレーしている。
1944年、メジャーリーグベースボールのセントルイス・ブラウンズのフロント入りした。

## 死去
1970年8月5日、肺がんのため亡くなった。